# Deutsche Amphibolin-Werke
Deutsche Amphibolin-Werke von Robert Murjahn (förkortat DAW) är Europas största familjeägda färgkoncern och ägs av den tyska familjen Murjahn, sedan bolaget grundades 1895 av Robert Murjahn i Ober-Ramstadt i Tyskland.
Produktion och utveckling sker i ett flertal länder: Tyskland, Italien, Frankrike, Sverige, Turkiet, Kina samt Förenade arabemiraten.

## Varumärken
- Alpina
- Alligator
- Alsecco
- Nerchau
- Synthesa